# Britische Orientierungslaufmeisterschaften
Die ersten britischen Orientierungslaufmeisterschaften wurden 1967 im Hamsterley Forest in England ausgetragen. Seitdem wuchs die Anzahl der Wettbewerbe. Britische Meisterschaften werden derzeit in folgenden Disziplinen ausgetragen:
- Sprint (seit 2002)
- Mitteldistanz (seit 1998)
- Langdistanz (seit 1967)
- Nacht-OL (seit 1978)
- Staffel (seit 1972)

## Herren

### Sprint
| Jahr | Austragungsort                 | 1. Platz                                 | 2. Platz                                  | 3. Platz                             | Bemerkung             |
| ---- | ------------------------------ | ---------------------------------------- | ----------------------------------------- | ------------------------------------ | --------------------- |
| 2002 | Williamson Park                | Jon Duncan                               |                                           |                                      |                       |
| 2003 | Ham Hill                       | Jamie Stevenson                          |                                           |                                      |                       |
| 2004 | Haverthwaite                   | Jamie Stevenson                          |                                           |                                      |                       |
| 2005 | Sandhurst                      | Nick Barrable                            |                                           |                                      |                       |
| 2006 | Campbell Park, Buckinghamshire | Graham Gristwood                         |                                           |                                      |                       |
| 2007 | Scarborough                    | Scott Fraser                             |                                           |                                      |                       |
| 2008 | Warwick Uni                    | Scott Fraser                             |                                           |                                      |                       |
| 2009 | University of Nottingham       | Scott Fraser Interlopers Edinburgh       | Graham Gristwood Forth Valley Orienteers  | Matthew Speake Eborienteers          | 3,2 km, 70 Hm, 19 P.  |
| 2010 | Chorley, Lancashire            | Graham Gristwood Sheffield University OC | Murray Strain Interlopers Edinburgh       | Matthew Crane Bristol OK             | 2,89 km, 70 Hm        |
| 2011 | Brighton                       | Murray Strain Interlopers Edinburgh      | Graham Gristwood Forth Valley OC          | Ralph Street South London Orienteers | 2,53 km, 80 Hm, 25 P. |
| 2012 | York University                | Chris Smithard Deeside OC                | Oliver Johnson South Yorkshire Orienteers | Hector Haines Interlopers Edinburgh  | 2,4 km, 20 Hm, 21 P.  |
| 2013 | Loughborough Uni               | Kristian Jones Swansea Bay OC            | Chris Smithard Deeside OC                 | Murray Strain Interlopers Edinburgh  | 2,7 km, 50 Hm, 26 P.  |
| 2014 | Newcastle-under-Lyme           |                                          |                                           |                                      |                       |

### Mitteldistanz
| Jahr | Austragungsort              | 1. Platz                                  | 2. Platz                                 | 3. Platz                                  | Bemerkung               |
| ---- | --------------------------- | ----------------------------------------- | ---------------------------------------- | ----------------------------------------- | ----------------------- |
| 1998 | Tarn Hows                   | Jamie Stevenson                           |                                          |                                           |                         |
| 1999 | Blakeholme                  | Dickie Wren                               |                                          |                                           |                         |
| 2000 | Loch Vaa                    | Ed Nash                                   |                                          |                                           |                         |
| 2001 | nicht ausgetragen           | nicht ausgetragen                         | nicht ausgetragen                        | nicht ausgetragen                         | nicht ausgetragen       |
| 2002 | Binevenagh                  | Jon Duncan                                |                                          |                                           |                         |
| 2003 | Haverthwaite                | Oliver Johnson                            |                                          |                                           |                         |
| 2004 | Culbin                      | Ewan McCarthy                             |                                          |                                           |                         |
| 2005 | The Devil's Pound           | Oliver Johnson                            |                                          |                                           |                         |
| 2006 | Fonthill                    | Neil Northrop                             |                                          |                                           |                         |
| 2007 | Mulgrave Woods              | Oliver Johnson                            |                                          |                                           |                         |
| 2008 | Hopwas Woods                | Matt Crane                                |                                          |                                           |                         |
| 2009 | Cademan & Thringstone Woods | Scott Fraser Interlopers Edinburgh        | Graham Gristwood Forth Valley Orienteers | Matthew Crane Bristol OK                  | 6,21 km, 175 Hm, 29 P.  |
| 2010 | Haverthwaite                | Oliver Johnson South Yorkshire Orienteers | Graham Gristwood Forth Valley Orienteers | Douglas Tullie Roxburgh Reivers           | 4.625 km, 255 Hm, 29 P. |
| 2011 | Worthlodge Forest, Crawley  | Graham Gristwood Forth Valley Orienteers  | Richard Robinson Nottinghamshire OC      | Oliver Johnson South Yorkshire Orienteers | 6,24 km, 195 Hm, 22 P.  |
| 2012 | Srensall Common, York       | Oliver Johnson South Yorkshire Orienteers | Kristian Jones Swansea Bay OC            | Peter Hodkisnon Nottinghamshire OC        | 6,0 km, 27 P.           |
| 2013 | Stanton Moor, Derbyshire    | Murray Strain Interlopers Edinburgh       | Kristian Jones Swansea Bay OC            | Douglas Tullie Roxburgh Reivers OC        | 4,8 km, 190 Hm, 24 P.   |
| 2014 | Staffordshire               |                                           |                                          |                                           |                         |

### Langdistanz
| Jahr | Austragungsort                        | 1. Platz                                 | 2. Platz                                  | 3. Platz                                   | Bemerkung              |
| ---- | ------------------------------------- | ---------------------------------------- | ----------------------------------------- | ------------------------------------------ | ---------------------- |
| 1967 | Hamsterley                            | Gordon Pirie                             |                                           |                                            |                        |
| 1968 | Cannock Chase                         | Gordon Pirie                             |                                           |                                            |                        |
| 1969 | Kirroughtree                          | Mike Wells-Cole                          |                                           |                                            |                        |
| 1970 | Fernworthy                            | Mike Wells-Cole                          |                                           |                                            |                        |
| 1971 | Redesdale                             | Geoff Peck                               |                                           |                                            |                        |
| 1972 | Mark Ash Wood                         | Mike Murray                              |                                           |                                            |                        |
| 1973 | Tarn Hows                             | Geoff Peck                               |                                           |                                            |                        |
| 1974 | Blackdown                             | Alistair Wood                            |                                           |                                            |                        |
| 1975 | Strines                               | Tony Thornley                            |                                           |                                            |                        |
| 1976 | Cropton                               | Geoff Peck                               |                                           |                                            |                        |
| 1977 | Cannock Chase                         | Geoff Peck                               |                                           |                                            |                        |
| 1978 | Tentsmuir                             | Brian Bullen                             |                                           |                                            |                        |
| 1979 | Bethecar Moor                         | Geoff Peck                               |                                           |                                            |                        |
| 1980 | Bramshaw                              | Chris Hirst                              |                                           |                                            |                        |
| 1981 | Dipton Wood                           | Chris Hirst                              |                                           |                                            |                        |
| 1982 | Shining Cliff                         | Chris Hirst                              |                                           |                                            |                        |
| 1983 | Pippingford Park                      | Chris Hirst                              |                                           |                                            |                        |
| 1984 | Wharncliffe                           | Martin Bagness                           |                                           |                                            |                        |
| 1985 | Wyre Forest                           | Martin Bagness                           |                                           |                                            |                        |
| 1986 | Achilty                               | Andy Kitchen                             |                                           |                                            |                        |
| 1987 | Lightning Tree Hill                   | Andy Kitchen                             |                                           |                                            |                        |
| 1988 | Home Fell                             | Steve Hale                               |                                           |                                            |                        |
| 1989 | Star Posts                            | Steve Hale                               |                                           |                                            |                        |
| 1990 | Edwen Valley                          | Steve Hale                               |                                           |                                            |                        |
| 1991 | Kyloe, Northumberland                 | Stephen Palmer                           |                                           |                                            |                        |
| 1992 | Kelling, Norfolk                      | Steve Nicholson                          |                                           |                                            |                        |
| 1993 | Brown Clee                            | Dave Peel                                |                                           |                                            |                        |
| 1994 | Charlton Forest                       | Neil Conway                              |                                           |                                            |                        |
| 1995 | Newborough Forest                     | Jon Musgrave                             |                                           |                                            |                        |
| 1996 | Creag Mhic Chailein                   | Steve Nicholson                          |                                           |                                            |                        |
| 1997 | Clumber Park                          | Jamie Stevenson                          |                                           |                                            |                        |
| 1998 | Black Fell                            | Steve Nicholson                          |                                           |                                            |                        |
| 1999 | Graythwaite                           | Stephen Palmer                           |                                           |                                            |                        |
| 2000 | Loch Vaa                              | Jon Duncan                               |                                           |                                            |                        |
| 2001 | Newborough Forest                     | Jon Duncan                               |                                           |                                            |                        |
| 2002 | Magilligan Strand                     | Dan Marston                              |                                           |                                            |                        |
| 2003 | High Dam                              | Ed Nash Kings Newcastle Old Boys OC      | Jonathan Duncan Grampian Orienteers       | Oliver Johnson South Yorkshire Orienteers  | 12,1 km, 530 Hm, 24 P. |
| 2004 | Lossie                                | Ed Nash                                  |                                           |                                            |                        |
| 2005 | Penhale Sands                         | Oliver Johnson                           |                                           |                                            |                        |
| 2006 | Furnace Wood                          | Jamie Stevenson                          |                                           |                                            |                        |
| 2007 | Pwll Du                               | Oliver Johnson                           |                                           |                                            |                        |
| 2008 | Culbin East                           | Oliver Johnson                           |                                           |                                            |                        |
| 2009 | New Beechenhurst & Mallards Pike      | Oliver Johnson                           |                                           |                                            |                        |
| 2010 | Cannock Chase                         | Matt Crane Bristol OK                    | Oliver Johnson South Yorkshire Orienteers | Murray Strain Interlopers Edinburgh        | 16,2 km, 540 Hm, 30 P. |
| 2011 | Wharncliffe Woods                     | Doug Tullie                              |                                           |                                            |                        |
| 2012 | Dalegarth                             | Hector Haines Interlopers Edinburgh      | Murray Strain Interlopers Edinburgh       | Chris Smithard Deeside OC                  | 15,6 km, 690 Hm, 32 P. |
| 2013 | Winterford and Pitch Hill, Surrey     | Murray Strain Interlopers Edinburgh      | Chris Smithard Deeside OC                 | Jonathan Crickmore Sheffield University OC | 17,0 km, 580 Hm, 30 P. |
| 2014 | Thrunton Woods/Callaly & Cragg Estate | Graham Gristwood Forth Valley Orienteers | Dave Schorah Deeside OC                   | Hector Haines Interlopers Edinburgh        | 14,0 km, 530 Hm, 30 P. |

### Nacht
| Jahr | Austragungsort                   | 1. Platz                                                                     | 2. Platz                                 | 3. Platz                                 | Bemerkung              |
| ---- | -------------------------------- | ---------------------------------------------------------------------------- | ---------------------------------------- | ---------------------------------------- | ---------------------- |
| 1978 | Ash Ranges                       | Harald Hovi                                                                  |                                          |                                          |                        |
| 1979 | Frith Hill                       | Adrian Barnes                                                                |                                          |                                          |                        |
| 1980 | Sutton Park                      | Dave Kingham                                                                 |                                          |                                          |                        |
| 1981 | Delamere Forest                  | Mark Elgood                                                                  |                                          |                                          |                        |
| 1982 | Longmoor                         | Ian Rochford                                                                 |                                          |                                          |                        |
| 1983 | Bradgate Park                    | Chris Hirst                                                                  |                                          |                                          |                        |
| 1984 | Burnham Beeches                  | Mark Elgood                                                                  |                                          |                                          |                        |
| 1985 | Bulford Ranges                   | John Rye                                                                     |                                          |                                          |                        |
| 1986 | Broomley Fell                    | Steve Hale                                                                   |                                          |                                          |                        |
| 1987 | Swallowvallets                   | Alun Powell                                                                  |                                          |                                          |                        |
| 1988 | Grindleton                       | Tim Watkins                                                                  |                                          |                                          |                        |
| 1989 | Sandringham, Dersingham, Norfolk | Bill Edwards                                                                 |                                          |                                          |                        |
| 1990 | Clipstone Forest                 | Steve Hale                                                                   |                                          |                                          |                        |
| 1991 | Clent & Hagley                   | Clive Hallett                                                                |                                          |                                          |                        |
| 1992 | Ogden                            | Dave Peel                                                                    |                                          |                                          |                        |
| 1993 | Chelwood                         | Ulrik Staugaard                                                              |                                          |                                          |                        |
| 1994 | Delamere Forest                  | Steve Nicholson                                                              |                                          |                                          |                        |
| 1995 | Blackwood                        | Simon Bourne                                                                 |                                          |                                          |                        |
| 1996 | Pembrey Forest                   | Dave Peel                                                                    |                                          |                                          |                        |
| 1997 | Weybourne Woods                  | Bill Edwards                                                                 |                                          |                                          |                        |
| 1998 | Newcastleton                     | Dave Farquhar                                                                |                                          |                                          |                        |
| 1999 | Penhale Sands                    | Charlie Adams                                                                |                                          |                                          |                        |
| 2000 | Bentley Wood                     | Dave Peel                                                                    |                                          |                                          |                        |
| 2001 | Blackamoor                       | Oliver Johnson                                                               |                                          |                                          |                        |
| 2002 | Heyshott & Ambersham             | Oliver Johnson                                                               |                                          |                                          |                        |
| 2003 | Duke's House Wood                | Steve Birkinshaw                                                             |                                          |                                          |                        |
| 2004 | Chrich Chase                     | Ed Nash                                                                      |                                          |                                          |                        |
| 2005 | Watergrove                       | Andrew Etherden East Pennine OC                                              | Rhys Manning South Wales OC              | Richard Robinson Nottinghamshire OC      | 9,3 km, 420 Hm, 25 P.  |
| 2006 | Hawley Hornley                   | Nick Barrable                                                                |                                          |                                          |                        |
| 2007 | Sheringham Park                  | Nick Barrable                                                                |                                          |                                          |                        |
| 2008 | New Beechenhurst                 | Nick Barrable                                                                |                                          |                                          |                        |
| 2009 | Mytchett                         | Tuomas Tala Thames Valley OC                                                 | Mikko Heinonen Thames Valley OC          | Nick Barrable South Yorkshire Orienteers | 10,6 km, 375 Hm, 30 P. |
| 2010 | Pentland Hills                   | Alasdair McLeod Edinburgh University OC                                      | Oleg Chepelin Interlopers Edinburgh      | Murray Strain Interlopers Edinburgh      | 8,95 km, 430 Hm, 18 P. |
| 2011 | Bentley Woods                    | Matt Crane Bristol OK                                                        | Nick Barrable South Yorkshire Orienteers | Anthony Squire Nottinghamshire OC        | 11,7 km, 60 Hm, 26 P.  |
| 2012 | Hamptworth Estate                | Mark Brown Bristol OK                                                        | Murray Strain Interlopers Edinburgh      | Alex Rothman South Yorkshire Orienteers  | 11,4 km, 235 Hm, 23 P. |
| 2013 | Tankersley and Hesley Woods      | Jonathan Crickmore Nottinghamshire OC Richard Robinson Southdowns Orienteers |                                          | Romualdas Stupelis Harlequins OC         | 11,2 km, 36 Posten     |
| 2014 | Ashdown Forest                   | Graham Gristwood                                                             |                                          |                                          |                        |

### Staffel
| Jahr | Austragungsort      | 1. Platz                                                         | 2. Platz                                                                   | 3. Platz                                                                 | Bemerkung         |
| ---- | ------------------- | ---------------------------------------------------------------- | -------------------------------------------------------------------------- | ------------------------------------------------------------------------ | ----------------- |
| 1972 | Newcastleton        | Interlopers Edinburgh                                            |                                                                            |                                                                          |                   |
| 1973 | Clipstone           | OK Nuts                                                          |                                                                            |                                                                          |                   |
| 1974 | Puddletown, Dorset  | OK Nuts                                                          |                                                                            |                                                                          |                   |
| 1975 | Hope                | Oxford University OC                                             |                                                                            |                                                                          |                   |
| 1976 | Hafodgwenllian      | West Cumberland OC                                               |                                                                            |                                                                          |                   |
| 1977 | Christmas Common    | University of London OC                                          |                                                                            |                                                                          |                   |
| 1978 | Mulgrave, Whitby    | Aire Leeds/Bredford                                              |                                                                            |                                                                          |                   |
| 1979 | Swynnerton          | Oxford University OC                                             |                                                                            |                                                                          |                   |
| 1980 | Pickering           | Cambridge University OC                                          |                                                                            |                                                                          |                   |
| 1981 | Holmbury            | British Army OC                                                  |                                                                            |                                                                          |                   |
| 1982 | Pembrey             | Southern Navigators                                              |                                                                            |                                                                          |                   |
| 1983 | Dalswinton          | Forth Valley Orienteers                                          |                                                                            |                                                                          |                   |
| 1984 | Wendover            | South Yorkshire Orienteers                                       |                                                                            |                                                                          |                   |
| 1985 | Clipstone           | Sheffield University OC                                          |                                                                            |                                                                          |                   |
| 1986 | Crabtree Hill       | British Army OC                                                  |                                                                            |                                                                          |                   |
| 1987 | Dipton              | South Yorkshire Orienteers                                       |                                                                            |                                                                          |                   |
| 1988 | Torver              | Walton Chasers                                                   |                                                                            |                                                                          |                   |
| 1989 | Mytchett            | Warrior OC                                                       |                                                                            |                                                                          |                   |
| 1990 | Deffer Woods        | South Yorkshire Orienteers                                       |                                                                            |                                                                          |                   |
| 1991 | Callaly             | Interlopers Edinburgh                                            |                                                                            |                                                                          |                   |
| 1992 | Brandon Park        | Clydeside Orienteers                                             |                                                                            |                                                                          |                   |
| 1993 | Brown Clee          | Southern Navigators                                              |                                                                            |                                                                          |                   |
| 1994 | Heyshott            | South Yorkshire Orienteers                                       |                                                                            |                                                                          |                   |
| 1995 | Rhos & Bryngefiliau | South Yorkshire Orienteers                                       |                                                                            |                                                                          |                   |
| 1996 | Coille Nathais      | Sheffield University OC                                          |                                                                            |                                                                          |                   |
| 1997 | Chatsworth          | Sheffield University OC                                          |                                                                            |                                                                          |                   |
| 1998 | Mytchett            | South Yorkshire Orienteers                                       |                                                                            |                                                                          |                   |
| 1999 | Holker              | South Yorkshire Orienteers                                       |                                                                            |                                                                          |                   |
| 2000 | Penyard Hill        | South Yorkshire Orienteers                                       |                                                                            |                                                                          |                   |
| 2001 | nicht ausgetragen   | nicht ausgetragen                                                | nicht ausgetragen                                                          | nicht ausgetragen                                                        | nicht ausgetragen |
| 2002 | Baronscourt Estate  | Interlopers Edinburgh                                            |                                                                            |                                                                          |                   |
| 2003 | Greno Woods         | Octavian Droobers                                                |                                                                            |                                                                          |                   |
| 2004 | Lydney Park         | Forth Valley Orienteers                                          |                                                                            |                                                                          |                   |
| 2005 | Penhale Sands       | Sheffield University OC                                          |                                                                            |                                                                          |                   |
| 2006 | Furnace Wood        | Warrior OC                                                       |                                                                            |                                                                          |                   |
| 2007 | Pwll Du             | Sheffield University OC                                          |                                                                            |                                                                          |                   |
| 2008 | Culbin West         | Interlopers Edinburgh                                            |                                                                            |                                                                          |                   |
| 2009 | Beaulieu Estate     | South Yorkshire Orienteers                                       |                                                                            |                                                                          |                   |
| 2010 | Cannock Chase       | Sheffield University OC                                          |                                                                            |                                                                          |                   |
| 2011 | Tankersley          | Sheffield University OC                                          |                                                                            |                                                                          |                   |
| 2012 | Heslington Barrows  | Interlopers Edinburgh Alan Cherry Oleg Chepeun Murray Strain     | Nottinghamshire OC Anthony Squire Richard Robinson Peter Hodkinson         | South Yorkshire Orienteers Rob Baker Neil Northrop Oliver Johnson        |                   |
| 2013 | Holmbury            | Oxford University OC Ben Stevens Jamie Parkinson Peter Hodkinson | Sheffield University OC William Gardner Jonathan Malley Jonathan Crickmore | Nottinghamshire OC Andrew Llewellyn Anthony Squire Andrew Powell         |                   |
| 2014 | Northumberland      | Interlopers Edinburgh Alex Carcas Hector Haines Murray Strain    | Nottinghamshire OC Andrew Llewellyn Richard Robinson Peter Hodkinson       | Forth Valley Orienteers Ross McLennan Daniel Stansfield Graham Gristwood |                   |

## Damen

### Sprint
| Jahr | Austragungsort                 | 1. Platz                      | 2. Platz                           | 3. Platz                                   | Bemerkung            |
| ---- | ------------------------------ | ----------------------------- | ---------------------------------- | ------------------------------------------ | -------------------- |
| 2002 | Williamson Park                | Sarah Rollins                 |                                    |                                            |                      |
| 2003 | Ham Hill                       | Sarah Rollins                 |                                    |                                            |                      |
| 2004 | Haverthwaite                   | Kim Buckley                   |                                    |                                            |                      |
| 2005 | Sandhurst                      | Heather Monro                 |                                    |                                            |                      |
| 2006 | Campbell Park, Buckinghamshire | Sarah Rollins                 |                                    |                                            |                      |
| 2007 | Scarborough                    | Pippa Whitehouse              |                                    |                                            |                      |
| 2008 | Warwick Uni                    | Pippa Whitehouse              |                                    |                                            |                      |
| 2009 | University of Nottingham       | Sarah Rollins British Army OC | Pippa Archer Cleveland OK          | Helen Bridle Edinburgh Southern OC         | 2,6 km, 60 Hm, 18 P. |
| 2010 | Chorley, Lancashire            | Sarah Rollins British Army OC | Helen Bridle Edinburgh Southern OC | Hollie Orr Edinburgh University OC         | 2,43 km, 50 Hm       |
| 2011 | Brighton                       | Hollie Orr                    |                                    |                                            |                      |
| 2012 | York University                | Catherine Taylor Cleveland OK | Helen Bridle Edinburgh Southern OC | Claire Ward Edinburgh Southern OC          | 2,3 km, 20 Hm, 21 P. |
| 2013 | Loughborough Uni               | Tessa Hill Harlequins OC      | Sarah Rollins British Army OC      | Rachael Rothman South Yorkshire Orienteers | 2,2 km, 45 Hm, 23 P. |
| 2014 | Newcastle-under-Lyme           |                               |                                    |                                            |                      |

### Mitteldistanz
| Jahr | Austragungsort              | 1. Platz                                   | 2. Platz                                   | 3. Platz                          | Bemerkung               |
| ---- | --------------------------- | ------------------------------------------ | ------------------------------------------ | --------------------------------- | ----------------------- |
| 1998 | Tarn Hows                   | Yvette Hague                               |                                            |                                   |                         |
| 1999 | Blakeholme                  | Yvette Hague                               |                                            |                                   |                         |
| 2000 | Loch Vaa                    | Heather Monro                              |                                            |                                   |                         |
| 2001 | nicht ausgetragen           | nicht ausgetragen                          | nicht ausgetragen                          | nicht ausgetragen                 | nicht ausgetragen       |
| 2002 | Binevenagh                  | Heather Monro                              |                                            |                                   |                         |
| 2003 | Haverthwaite                | Sarah Rollins                              |                                            |                                   |                         |
| 2004 | Culbin                      | Helen Winskill                             |                                            |                                   |                         |
| 2005 | The Devil's Pound           | Heather Monro                              |                                            |                                   |                         |
| 2006 | Fonthill                    | Abi Weeds                                  |                                            |                                   |                         |
| 2007 | Mulgrave Woods              | Helen Winskill                             |                                            |                                   |                         |
| 2008 | Hopwas Woods                | Sarah Rollins                              |                                            |                                   |                         |
| 2009 | Cademan & Thringstone Woods | Sarah Rollins British Army OC              | Rachael Rothman South Yorkshire Orienteers | Grace Crane Bristol OK            | 5,33 km, 150 Hm, 30 P.  |
| 2010 | Haverthwaite                | Rachael Rothman South Yorkshire Orienteers | Helen Bridle Edinburgh Southern OC         | Hollie Orr Lakeland OC            | 3.925 km, 220 Hm, 26 P. |
| 2011 | Worthlodge Forest, Crawley  | Claire Ward Edinburgh Southern OC          | Grace Crane Bristol OK                     | Hollie Orr Lakeland OC            | 5,05 km, 170 Hm, 19 P.  |
| 2012 | Srensall Common, York       | Claire Ward Edinburgh Southern OC          | Helen Bridle Edinburgh Southern OC         | Catherine Taylor Cleveland OK     | 5 km, 22 P.             |
| 2013 | Stanton Moor, Derbyshire    | Rachael Rothman South Yorkshire Orienteers | Sarah Rollins British Army OC              | Anwen Darlington Eryri Orienteers | 4,0 km, 150 Hm, 20 P.   |
| 2014 | Staffordshire               |                                            |                                            |                                   |                         |

### Langdistanz
| Jahr | Austragungsort                        | 1. Platz                          | 2. Platz                          | 3. Platz                                 | Bemerkung              |
| ---- | ------------------------------------- | --------------------------------- | --------------------------------- | ---------------------------------------- | ---------------------- |
| 1967 | Hamsterley                            | Carol McNeill                     |                                   |                                          |                        |
| 1968 | Cannock Chase                         | Hazel Hill                        |                                   |                                          |                        |
| 1969 | Kirroughtree                          | Carol McNeill                     |                                   |                                          |                        |
| 1970 | Fernworthy                            | Sue Banner                        |                                   |                                          |                        |
| 1971 | Redesdale                             | Sue Bone                          |                                   |                                          |                        |
| 1972 | Mark Ash Wood                         | Carol McNeill                     |                                   |                                          |                        |
| 1973 | Tarn Hows                             | Allyson Reed                      |                                   |                                          |                        |
| 1974 | Blackdown                             | Carol McNeill                     |                                   |                                          |                        |
| 1975 | Strines                               | Carol McNeill                     |                                   |                                          |                        |
| 1976 | Cropton                               | Carol McNeill                     |                                   |                                          |                        |
| 1977 | Cannock Chase                         | Sue Banner                        |                                   |                                          |                        |
| 1978 | Tentsmuir                             | Jenny Pearson                     |                                   |                                          |                        |
| 1979 | Bethecar Moor                         | Jean Ramsden                      |                                   |                                          |                        |
| 1980 | Bramshaw                              | Sue Parkin                        |                                   |                                          |                        |
| 1981 | Dipton Wood                           | Rennen annulliert                 | Rennen annulliert                 | Rennen annulliert                        |                        |
| 1982 | Shining Cliff                         | Jane Robson                       |                                   |                                          |                        |
| 1983 | Pippingford Park                      | Jenny Pearson                     |                                   |                                          |                        |
| 1984 | Wharncliffe                           | Sue Parkin                        |                                   |                                          |                        |
| 1985 | Wyre Forest                           | Jean Ramsden                      |                                   |                                          |                        |
| 1986 | Achilty                               | Ann Salisbury                     |                                   |                                          |                        |
| 1987 | Lightning Tree Hill                   | Jean Ramsden                      |                                   |                                          |                        |
| 1988 | Home Fell                             | Karen Parker                      |                                   |                                          |                        |
| 1989 | Star Posts                            | Yvette Hague                      |                                   |                                          |                        |
| 1990 | Edwen Valley                          | Yvette Hague                      |                                   |                                          |                        |
| 1991 | Kyloe, Northumberland                 | Yvette Hague                      |                                   |                                          |                        |
| 1992 | Kelling, Norfolk                      | Rennen annulliert                 | Rennen annulliert                 | Rennen annulliert                        |                        |
| 1993 | Brown Clee                            | Heather Monro                     |                                   |                                          |                        |
| 1994 | Charlton Forest                       | Yvette Hague                      |                                   |                                          |                        |
| 1995 | Newborough Forest                     | Yvette Hague                      |                                   |                                          |                        |
| 1996 | Creag Mhic Chailein                   | Una Creagh                        |                                   |                                          |                        |
| 1997 | Clumber Park                          | Rennen annulliert                 | Rennen annulliert                 | Rennen annulliert                        |                        |
| 1998 | Black Fell                            | Yvette Hague                      |                                   |                                          |                        |
| 1999 | Graythwaite                           | Yvette Baker                      |                                   |                                          |                        |
| 2000 | Loch Vaa                              | Heather Monro                     |                                   |                                          |                        |
| 2001 | Newborough Forest                     | Jenny James                       |                                   |                                          |                        |
| 2002 | Magilligan Strand                     | Heather Monro                     |                                   |                                          |                        |
| 2003 | High Dam                              | Jenny Whitehead Eborienteers      | Kim Buckley Interlopers Edinburgh | Sarah Rollins British Army OC            | 7,74 km, 390 Hm, 14 P. |
| 2004 | Lossie                                | Helen Winskill                    |                                   |                                          |                        |
| 2005 | Penhale Sands                         | Helen Winskill                    |                                   |                                          |                        |
| 2006 | Furnace Wood                          | Heather Monro                     |                                   |                                          |                        |
| 2007 | Pwll Du                               | Jenny Johnson                     |                                   |                                          |                        |
| 2008 | Culbin East                           | Rachael Elder                     |                                   |                                          |                        |
| 2009 | New Beechenhurst & Mallards Pike      | Pippa Whitehouse                  |                                   |                                          |                        |
| 2010 | Cannock Chase                         | Sarah Rollins British Army OC     | Grace Crane Bristol OK            | Helen Winskill West Cumberland OC        | 10,3 km, 270 Hm, 24 P. |
| 2011 | Wharncliffe Woods                     | Tessa Hill                        |                                   |                                          |                        |
| 2012 | Dale Garth                            | Sarah Rollins British Army OC     | Heather Gardner South Ribble OC   | Claire Ward Edinburgh Southern OC        | 9,83 km, 505 Hm, 23 P. |
| 2013 | Winterford and Pitch Hill, Surrey     | Tessa Hill Harlequins OC          | Sarah Rollins British Army OC     | Helen Gardner South London Orienteers    | 11,2 km, 350 Hm, 20 P. |
| 2014 | Thrunton Woods/Callaly & Cragg Estate | Claire Ward Edinburgh Southern OC | Hollie Orr Lakeland OC            | Charlotte Watson Edinburgh University OC | 9,5 km, 350 Hm, 20 P.  |

### Nacht
| Jahr | Austragungsort                   | 1. Platz                                   | 2. Platz                                   | 3. Platz                                | Bemerkung              |
| ---- | -------------------------------- | ------------------------------------------ | ------------------------------------------ | --------------------------------------- | ---------------------- |
| 1978 | Ash Ranges                       | Allyson Reed                               |                                            |                                         |                        |
| 1979 | Frith Hill                       | Allyson Reed                               |                                            |                                         |                        |
| 1980 | Sutton Park                      | Kathy Crease                               |                                            |                                         |                        |
| 1981 | Delamere Forest                  | C. Beveridge                               |                                            |                                         |                        |
| 1982 | Longmoor                         | Frances Watkins                            |                                            |                                         |                        |
| 1983 | Bradgate Park                    | Frances Watkins                            |                                            |                                         |                        |
| 1984 | Burnham Beeches                  | Karen Parker                               |                                            |                                         |                        |
| 1985 | Bulford Ranges                   | Frances Watkins                            |                                            |                                         |                        |
| 1986 | Broomley Fell                    | Karen Parker                               |                                            |                                         |                        |
| 1987 | Swallowvallets                   | Karen Parker                               |                                            |                                         |                        |
| 1988 | Grindleton                       | Chris Midgley                              |                                            |                                         |                        |
| 1989 | Sandringham, Dersingham, Norfolk | Frances Watkins                            |                                            |                                         |                        |
| 1990 | Clipstone Forest                 | Jackie Davis                               |                                            |                                         |                        |
| 1991 | Clent & Hagley                   | Diane Leakey                               |                                            |                                         |                        |
| 1992 | Ogden                            | Yvette Hague                               |                                            |                                         |                        |
| 1993 | Chelwood                         | Heather Monro                              |                                            |                                         |                        |
| 1994 | Delamere Forest                  | Heather Monro                              |                                            |                                         |                        |
| 1995 | Blackwood                        | Alice Bedwell                              |                                            |                                         |                        |
| 1996 | Pembrey Forest                   | Alice Bedwell                              |                                            |                                         |                        |
| 1997 | Weybourne Woods                  | Jenny James                                |                                            |                                         |                        |
| 1998 | Newcastleton                     | Encarna Maturana                           |                                            |                                         |                        |
| 1999 | Penhale Sands                    | Michelle Spillar                           |                                            |                                         |                        |
| 2000 | Bentley Wood                     | Jenny James                                |                                            |                                         |                        |
| 2001 | Blackamoor                       | Helen Hargreaves                           |                                            |                                         |                        |
| 2002 | Heyshott & Ambersham             | Sarah Rollins                              |                                            |                                         |                        |
| 2003 | Duke's House Wood                | Sarah Rollins                              |                                            |                                         |                        |
| 2004 | Chrich Chase                     | Helen Winskill                             |                                            |                                         |                        |
| 2005 | Watergrove                       | Aislinn Austin Eborienteers                |                                            |                                         | 5,6 km, 240 Hm, 16 P.  |
| 2006 | Hawley Hornley                   | Sarah Rollins                              |                                            |                                         |                        |
| 2007 | Sheringham Park                  | Clare Leventon                             |                                            |                                         |                        |
| 2008 | New Beechenhurst                 | Ekaterina Orekhova                         |                                            |                                         |                        |
| 2009 | Mytchett                         | Sarah Rollins British Army OC              | Laura Britton Bristol OK                   | Anne Straube Octavian Droobers          | 7,4 km, 275 Hm, 24 P.  |
| 2010 | Pentland Hills                   | Pippa Archer Cleveland OK                  | Kirsten Strain East Lothian Orienteers     | Helen Bridle Edinburgh Southern OC      | 5,95 km, 225 Hm, 15 P. |
| 2011 | Bentley Woods                    | Tessa Hill Harlequins OC                   | Rachael Rothman South Yorkshire Orienteers | Laura Daniel South Yorkshire Orienteers | 8,4 km, 40 Hm, 20 P.   |
| 2012 | Hamptworth Estate                | Helen Bridle Edinburgh Southern OC         | Rachael Rothman South Yorkshire Orienteers | Sarah Rollins British Army OC           | 6,9 km, 165 Hm, 19 P.  |
| 2013 | Tankersley and Hesley Woods      | Rachael Rothman South Yorkshire Orienteers | Alice Leake Southern Navigators            | Laura Daniel South Yorkshire Orienteers | 7,8 km, 26 P.          |
| 2014 | Ashdown Forest                   | Jenny Peel                                 |                                            |                                         |                        |

### Staffel
| Jahr | Austragungsort      | 1. Platz                                                                | 2. Platz                                                           | 3. Platz                                                            | Bemerkung         |
| ---- | ------------------- | ----------------------------------------------------------------------- | ------------------------------------------------------------------ | ------------------------------------------------------------------- | ----------------- |
| 1972 | Newcastleton        | Newcastle University OC                                                 |                                                                    |                                                                     |                   |
| 1973 | Clipstone           | Derwent Valley Orienteers                                               |                                                                    |                                                                     |                   |
| 1974 | Puddletown, Dorset  | Reading OC                                                              |                                                                    |                                                                     |                   |
| 1975 | Hope                | Derwent Valley Orienteers                                               |                                                                    |                                                                     |                   |
| 1976 | Hafodgwenllian      | Manchester and District OC                                              |                                                                    |                                                                     |                   |
| 1977 | Christmas Common    | Manchester and District OC                                              |                                                                    |                                                                     |                   |
| 1978 | Mulgrave, Whitby    | EBOR York                                                               |                                                                    |                                                                     |                   |
| 1979 | Swynnerton          | Derwent Valley Orienteers                                               |                                                                    |                                                                     |                   |
| 1980 | Pickering           | Derwent Valley Orienteers                                               |                                                                    |                                                                     |                   |
| 1981 | Holmbury            | South Yorkshire Orienteers                                              |                                                                    |                                                                     |                   |
| 1982 | Pembrey             | London Orienteering Klubb                                               |                                                                    |                                                                     |                   |
| 1983 | Dalswinton          | South London Orienteers                                                 |                                                                    |                                                                     |                   |
| 1984 | Wendover            | Reading Orienteering Club                                               |                                                                    |                                                                     |                   |
| 1985 | Clipstone           | South Yorkshire Orienteers                                              |                                                                    |                                                                     |                   |
| 1986 | Crabtree Hill       | Southern Navigators                                                     |                                                                    |                                                                     |                   |
| 1987 | Dipton              | Cleveland OK                                                            |                                                                    |                                                                     |                   |
| 1988 | Torver              | Cleveland OK                                                            |                                                                    |                                                                     |                   |
| 1989 | Mytchett            | South Yorkshire Orienteers                                              |                                                                    |                                                                     |                   |
| 1990 | Deffer Woods        | South London Orienteers                                                 |                                                                    |                                                                     |                   |
| 1991 | Callaly             | Edinburgh University OC                                                 |                                                                    |                                                                     |                   |
| 1992 | Brandon Park        | Edinburgh University OC                                                 |                                                                    |                                                                     |                   |
| 1993 | Brown Clee          | South Yorkshire Orienteers                                              |                                                                    |                                                                     |                   |
| 1994 | Heyshott            | South Yorkshire Orienteers                                              |                                                                    |                                                                     |                   |
| 1995 | Rhos & Bryngefiliau | Interlopers Edinburgh                                                   |                                                                    |                                                                     |                   |
| 1996 | Coille Nathais      | Jesus Orienteering Klubb                                                |                                                                    |                                                                     |                   |
| 1997 | Chatsworth          | Eryri Orienteers                                                        |                                                                    |                                                                     |                   |
| 1998 | Mytchett            | South Yorkshire Orienteers                                              |                                                                    |                                                                     |                   |
| 1999 | Holker              | South Yorkshire Orienteers                                              |                                                                    |                                                                     |                   |
| 2000 | Penyard Hill        | South Yorkshire Orienteers                                              |                                                                    |                                                                     |                   |
| 2001 | nicht ausgetragen   | nicht ausgetragen                                                       | nicht ausgetragen                                                  | nicht ausgetragen                                                   | nicht ausgetragen |
| 2002 | Baronscourt Estate  | South Yorkshire Orienteers                                              |                                                                    |                                                                     |                   |
| 2003 | Greno Woods         | Interlopers Edinburgh                                                   |                                                                    |                                                                     |                   |
| 2004 | Lydney Park         | South Yorkshire Orienteers                                              |                                                                    |                                                                     |                   |
| 2005 | Penhale Sands       | South Yorkshire Orienteers                                              |                                                                    |                                                                     |                   |
| 2006 | Furnace Wood        | Cleveland OK                                                            |                                                                    |                                                                     |                   |
| 2007 | Pwll Du             | South Yorkshire Orienteers                                              |                                                                    |                                                                     |                   |
| 2008 | Culbin West         | Sheffield University OC                                                 |                                                                    |                                                                     |                   |
| 2009 | Beaulieu Estate     | Cleveland OK                                                            |                                                                    |                                                                     |                   |
| 2010 | Cannock Chase       | Edinburgh University OC                                                 |                                                                    |                                                                     |                   |
| 2011 | Tankersley          | West Cumberland OC                                                      |                                                                    |                                                                     |                   |
| 2012 | Heslington Barrows  | West Cumberland OC Helen Winskill Rosie Watson Mhairi Mackenzie         | South Ribble OC Heather Gardener Katrin Harding Zoe Harding        | Sheffield University OC Kirsty Coombs Anwen Darlington Laura Daniel |                   |
| 2013 | Holmbury            | South Yorkshire Orienteers Kim Baxter Jenny Peel Rachael Rothman        | South London Orienteers Helen Gardner Anja Stratford Abi Weeds     | South Ribble OC Zoe Harding Katrin Harding Heather Gardner          |                   |
| 2014 | Northumberland      | Edinburgh University OC Kirstin Maxwell Katie Reynolds Charlotte Watson | South Yorkshire Orienteers Kim Baxter Laura Daniel Rachael Rothman | Forth Valley Orienteers Hazel Dean Janine Inman Fiona Berrow        |                   |

## Ergebnislisten
- British Champions Liste aller britischer Meister im Orientierungslauf, British Orienteering

### Sprint
- 2009 – Damen
- 2009 – Herren
- 2010 – Damen
- 2010 – Herren
- 2011 – Damen
- 2011 – Herren
- 2012 – Damen
- 2012 – Herren
- 2013 – Damen
- 2013 – Herren

### Mitteldistanz
- 2009 – Damen
- 2009 – Herren
- 2010 – Damen
- 2010 – Herren
- 2011 – Damen
- 2011 – Herren
- 2012 – Damen
- 2012 – Herren
- 2013 – Damen
- 2013 – Herren

### Langdistanz
- 2003
- 2010 – Damen
- 2010 – Herren
- 2012 – Damen
- 2012 – Herren
- 2013 – Damen
- 2013 – Herren

### Nacht
- 2005
- 2009 – Damen
- 2009 – Herren
- 2010 – Damen
- 2010 – Herren
- 2011 – Damen
- 2011 – Herren
- 2012 – Damen
- 2012 – Herren
- 2013 – Damen
- 2013 – Herren